# Ixeridium
Ixeridium es un género de plantas herbáceas perteneciente a la familia Asteraceae. Es originario de las regiones templadas de Asia. 

## Especies
1. Ixeridium aculeolatum C.Shih in Acta Phytotax. Sin. 31: 544. 1993
2. Ixeridium alpicola (Takeda) Pak & Kawano in Mem. Fac. Sci. Kyoto Univ., Ser. Biol. 15: 42. 1992
3. Ixeridium biparum C. Shih in Acta Phytotax. Sin. 31: 539. 1993
4. Ixeridium dentatum (Thunb.) Tzvelev in Komarov, Fl. SSSR 29: 392. 1964
5. Ixeridium elegans (Franch.) C. Shih in Acta Phytotax. Sin. 31: 543. 1993
6. Ixeridium gracile (DC.) Pak & Kawano in Mem. Fac. Sci. Kyoto Univ., Ser. Biol. 15: 45. 1992
7. Ixeridium kurilense Barkalov in Charkevicz, Sosud. Rast. Sovietskogo Dalnego Vostoka 6: 353. 1992